# Nowy Pamiętnik Warszawski
Nowy Pamiętnik Warszawski. Dziennik historyczny, polityczny tudzież nauk i umiejętności – miesięcznik o charakterze polityczno-literackim, wydawany w latach 1801–1805 w Warszawie. Jego redaktorem był Franciszek Ksawery Dmochowski. Z Pamiętnikiem związane było środowisko Towarzystwa Przyjaciół Nauk.
Na łamach pisma zamieszczano m.in. utwory Ignacego Krasickiego, Józefa Szymanowskiego, poezje Stanisława Trembeckiego, Jana Pawła Woronicza, przekłady z utworów rzymskich poetów, późnego klasycyzmu francuskiego, a także polskie dzieła dramatyczne. Miesięcznik nie przetrwał ze względu na zbyt małą liczbę czytelników.